# Gino Sansoni
Gino Sansoni (Rocca San Casciano, 4 settembre 1907 – Milano, marzo 1980) è stato un editore e pubblicitario italiano, attivo a Milano fino agli anni Settanta del secolo XX.

## Biografia
Personaggio molto estroso, membro dell'informale "Club del Giovedì" che si riuniva intorno a Gianni Brera. Squadrista a quattordici anni, durante il regime fascista venne inviato al confino per contrasti con il partito. Nel dopoguerra non si interessò più alla politica attiva.

### Carriera
Nella sua attività come editore ha usato vari marchi editoriali: come C.E.A. (Casa Edistrice Astoria), Gino Sansoni Editore, I.L.E. (Istituto Librario Editoriale), Astoria, Astor ed altri minori. La casa editrice di Sansoni adottava il nome Astoria per alcune pubblicazioni mentre per altre, come il mensile a fumetti horror, venne impiegato la denominazione Gino Sansoni Editore.
Proprietario della casa editrice Astoria con sede in piazza Cadorna a Milano con la quale pubblicò alcune testate - definite “chiuse” in quanto per poterle leggere occorreva tagliare la copertina ed era quindi impossibile restituirle all'edicola - con le quali pubblicava foto e racconti erotici a volte ristampandoli semplicemente cambiandone i titoli e, nei fumetti, modificandone i disegni spogliando o rivestendo le protagoniste in funzione del momento e dell'attenzione della censura. Fra le pubblicazioni più vendute ci fu Parigi nuda esordita in realtà nel 1955 come Pietà per i bambini grandi, racconto con una torbida vicenda amorosa che ottenne successo grazie all'idea di Sansoni di modificarne il titolo e la copertina e come Parigi nuda, venne ripubblicato per sedici anni senza sostanziali differenze.
Ha pubblicato riviste di qualità, come il magazine a fumetti Horror e i “pocket”, di volumi cartonati a fumetti come il Pinocchio realizzato da Giovanni Manca, la collana Il Mistero e altre pubblicazioni di buon livello che non si limitavano a cavalcare l’onda delle mode delle tendenze del momento, ma innovando e cercando nuove strade. Oltre a queste pubblicò, sfruttando il successo che godeva negli anni sessanta la fantascienza, alcune riviste come Superfantascienza illustrata (1961-62),  più grandi scrittori del futuro (1962), I racconti del Terrore (1962-63).
Nel 1963 fondò la rivista Forza Milan!.

### Vita privata
Sposato ad Angela Giussani (poi separato), il nome del personaggio dell'Ispettore Ginko (l'arcinemico di Diabolik) viene dal suo nome con l'aggiunta di una "k".